# کولون
روده بزرگ شامل سکوم، پَس‌روده یا قولون یا کولون (به انگلیسی: Colon)، راست‌روده (رکتوم) و مقعد می‌باشد. وظیفه اصلی پس‌روده جذب آب و املاح است.

## کالبدشناسی پس‌روده
پس‌روده شامل قسمت‌های زیر است:
۱. کولون صعودی: این بخش کولون ادامه سکوم است که در طرف راست شکم روی جدار خلفی آن تا زیر کبد بالا رفته و از آنجا با زاویه تقریباً قائمه به سمت چپ پیچ می‌خورد و کولون افقی را تشکیل می‌دهد. این بخش از کولون خلف صفاقی است و حدود ۱۵ سانتی‌متر طول دارد.
۲. کولون عرضی: زیر معده قرار دارد و کاملاً از پرده صفاق پوشیده شده و متحرک است و طولی در حدود ۵۰ سانتی‌متر دارد. دو لایه پرده صفاق که در خلف کولون افقی به هم چسبیده و بندی را تشکیل داده‌اند کولون را به انحنای بزرگ معده مرتبط می‌سازند.
۳. کولون نزولی': کولون افقی در زیر طحال با یک زاویهٔ حاد به سمت پایین آمده و کولون پایین‌رو را تشکیل می‌دهد و طول آن برابر با ۲۵ سانتی‌متر است.
۴. سیگموئید: دنباله پس‌روده پایین‌رو، خم‌روده است که در حفره خاصره سمت چپ قرار دارد، سپس داخل لگن کوچک شده و به راست‌روده، منتهی می‌شود. پس‌روده خاصره لگنی از پرده صفاق کاملاً پوشیده شده، دارای بند مخصوص و حرکات آزاد است. در این قسمت، روده متسع‌تر می‌شود، زیرا مدفوع در آن جمع می‌شود تا موقع تخلیه فرارسد. طول این قسمت حدود ۴۰ سانتی‌متر می‌باشد ولی ممکن است بلندتر یا کوتاه‌تر از این مقدار نیز باشد.
خون‌رسانی سرخرگی پس‌روده از شاخه‌های شریان مزانتریک فوقانی و شریان مزانتریک تحتانی است و تخلیه خون سیاهرگی آن از راه ورید مزانتریک فوقانی و تحتانی به سیاهرگ باب کبدی می‌باشد.

## حرکت‌های کولون
فعالیت‌ها و حرکات کولون به صورت عمومی شامل جذب آب و الکترولیت‌ها از کیموس و انبار کردن مدفوع تا هنگام اجابت مزاج می‌شود.
نیمهٔ ابتدایی کولون به جذب و نیمهٔ انتهایی کولون به انبار کردن مربوط می‌شود. از آنجا که برای این کارها حرکات شدیدی لازم نیست، لذا حرکات کولون به‌طور طبیعی بسیار آهسته و کند انجام می‌شود.
حرکات کولون نیز مانند حرکات دیگر اعضای لولهٔ گوارش به دو دستهٔ مخلوط‌کننده و پیش برنده تقسیم می‌شود.

## نگارخانه

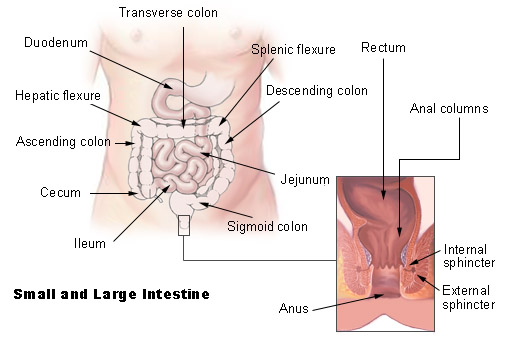